# Vic-le-Fesq
Vic-le-Fesq là một xã ở tỉnh Gard. Xã này có diện tích 9,63 km², dân số năm 1999 là 295 người. Khu vực này có độ cao trung bình 58 mét trên mực nước biển.